# 安和里 (香港)
安和里（英語：On Wo Lane）是香港港島中西區的一條上坡小巷，著名別稱是二奶巷，它串通上環九如坊及歌賦街與皇后大道中，現在大道中的出口在陳意齋商店的旁邊。 安和里不是大道，可作秘密通道， 傳說香港19世紀一位魏姓富人，在此附近的民居安置小老婆（二奶），並送物業全幢作禮品安撫。
( 資料來源： <香港中區街道故事 >  梁濤編著 ）
另有傳說指，「安和里」的名稱是來自一名劉姓鴉片煙商的二奶「阿安」與大婆「阿和」，因為該名商人的二奶生了一子，所以便購置那條巷，並以二奶的名字在先、大婆的名字在後來命名，後來大婆亦生了一子，該名商人便購置另一條巷，改為以大婆的名字在先、二奶的名字在後，命名為「和安里」。

## 外部連結
维基共享资源上的相關多媒體資源：安和里